# Muccellato
Il muccellato è un dolce tipico del nord della Calabria, nato a San Giovanni in Fiore. Molto simile alla cuzzupa per la forma, è un dolce tipico del periodo pasquale.

## Caratteristiche
Di colore dorato, i muccellati possono avere varia forma e dimensione; inoltre possono avere in cima delle uova. 
Si narra che in antichità il pane veniva prodotto da chi aveva fatto voto, il quale lo distribuiva a quelli che avevano partecipato alla lavanda dei piedi del Giovedì santo. Successivamente veniva benedetto e diventava un vero e proprio “dolce sacro”.